# Římskokatolická farnost Lovčice
Římskokatolická farnost Lovčice je územním společenstvím římských katolíků v rámci královéhradeckého vikariátu královéhradecké diecéze.

## O farnosti

### Historie
Plebánie v Lovčicích je doložena již v polovině 14. století, kdy byla součástí tehdejšího bydžovského děkanátu. Původní kostel byl dřevěný, ale v roce 1714 byl nahrazen barokní novostavbou z opukového kamene. Na starý kostel upomínají dva náhrobky, mužský a ženský, které byly původně v jeho dlažbě. Ženský náhrobek zůstal v dlažbě před bočním oltářem Panny Marie, mužský náhrobek byl druhotně osazen do vnější zdi kostela. 

### Současnost
Ve farnosti působí trvalý jáhen, který je jejím administrátorem v materiálních záležitostech. Duchovní službu vykonává ex currendo kněz, dojíždějící z Chlumce nad Cidlinou.
| Fotografie | Kostel                 | Místo   | Bohoslužba                        | Bohoslužba        | Poznámka     |
| ---------- | ---------------------- | ------- | --------------------------------- | ----------------- | ------------ |
|            | Kostel sv. Bartoloměje | Lovčice | neděle čtvrtek 1. sobota v měsíci | 11.00 16.00 10.30 | farní kostel |